# Caspar Lange Jensen
Caspar Lange Jensen (født 29. januar 1989) er en dansk ungdomspolitiker, som fra marts 2014 har været næstformand for Konservativ Ungdom. Han har siden 2005 været medlem af foreningens landsorganisation og i perioden marts 2013 til marts 2014 en del af dens forretningsudvalg.
Han er oprindeligt fra Hillerød, men er i dag bosat i København.